# آواز زمین
آواز زمین (به آلمانی: Das Lied von der Erde) اثری از آهنگساز اتریشی، گوستاو مالر می باشد که برای دو صدای تنور، آلتو به همراه ارکستر  و بین سال های 1908 و 1909 خلق شد. این اثر در سال انتشار، به عنوان یک سمفونی منتشر شد و شامل شش آواز برای دو خواننده می باشد که به صورت یک در میان بین موومان ها اجرا می کنند. مالر مشخص کرد که دو خواننده صدای تنور و آلتو داشته باشند; با این حال اگر آلتو در دسترس نباشد، باریتون جایگزین آلتو می شود.مالر این اثر را به دنبال دردناک ترین دوره زندگی خود خلق کرده است. هنگام آفرینش اثر، پزشک مالر وی را از ابتلای به بیماری قلبی آگاه کرد. این آگاهی هر چند او را ناامید و سرخورده کرد، ولی بن‌بست فکری ناشی از آن، او را به نوعی رفتار خاص رسانید و واداشت که با رضا و تفویض، به آنچه روی می‌دهد، بنگرد. آواز های این اثر به مفاهیمی همچون زندگی، جدایی و رستگاری می پردازند. در صدمین سالگرد تولد مالر، لئونارد برنستاین آهنگساز و رهبر ارکستر برجسته آثار مالر، آواز زمین را "بهترین سمفونی" مالر توصیف کرد.در مجموعه آثار مالر، این اثر شماره ندارد; با این حال در عمل این نهمین اثر مالر در ژانر سمفونی است. سمفونی بعدی مالر، عنوان سمفونی نهم را گرفت.

## تاریخچه
در طی تابستان 1907 سه فاجعه در زندگی مالر رخ داد. مسایل سیاسی و یهودستیزانه او را مجبور به استعفا از سمت مدیریت اپرا ایالتی وین کرد، دختر بزرگ او ماریا بر اثر مخملک و دیفتری درگذشت، و بیماری قلبی خود مالر توسط پزشک تشخیص داده شد. او در نامه ای به دوست خود، برونو والتر، نوشت: "با یک سکته، در شناخت آن که چه کسی هستم هر آنچه را که آموخته بودم، از دست دادم، و اکنون همچون نوزادی تازه متولد شده، باید نخستین گام ها را فرا بگیرم"
در همان سال مالر با اثر هانس بتگه، فلوت چینی (Die chinesische Flöte) آشنا شد. این کتاب بازنویسی ای از ترجمه اشعار کلاسیک چینی بود. مالر مجذوب بینش این کتاب از زیبایی زمینی و تجلی مفهوم ناپایداری در این اشعار شد.و هفت شعر آن را برای اثر خود، آوای زمین انتخاب کرد. مالر خلق این اثر را در سال 1909 به پایان رساند.
مالر از خرافه به اصطلاح "نفرین نهم" آگاه بود، خرافه ای ناشی از این واقعیت که هیچ آهنگساز بزرگی از زمان بتهوون خلق بیش از 9 سمفونی را با موفقیت به پایان نرسانده است: او پیش از خلق آوای زمین، هشت سمفونی نوشته بود. 

## ساختار
1. آواز نوشیدنی از بدبختی زمین (به آلمانی: Das Trinklied vom Jammer der Erde)
2. پاییز تنها (به آلمانی: Der Einsame im Herbst)
3. دربارهٔ جوانی (به آلمانی: Von der Jugend)
4. دربارهٔ زیبایی (به آلمانی: Von der Schönheit)
5. مست در بهار (به آلمانی: Der Trunkene im Frühling)
6. وداع (به آلمانی: Der Abschied)